# Siphocampylus nummularius
Siphocampylus nummularius är en klockväxtart som beskrevs av Franz Elfried Wimmer. Siphocampylus nummularius ingår i släktet Siphocampylus och familjen klockväxter.
Artens utbredningsområde är Bolivia. Inga underarter finns listade i Catalogue of Life.